# 普定站
普定站，位于中华人民共和国贵州省安顺市普定县，是隆黄铁路上的火车站，建于2011年，由成都铁路局管辖。

## 停车次数
每天在普定站停靠则的列车共6趟。

## 車站周邊
- 普定百花欢乐大世界
- 普定职业技术学院

## 歷史
- 建于2011年。

## 外部連結
- 中国铁路客户服务中心 （页面存档备份，存于）